# (13743) Rivkin
(13743) Rivkin (1998 SX23) – planetoida z pasa głównego asteroid okrążająca Słońce w ciągu 3,36 lat w średniej odległości 2,24 j.a. Odkryta 17 września 1998 roku.